# Halima Bashir
Pour les articles homonymes, voir Bashir.
Halima Bashir est une médecin et auteur soudanaise de Tears of the desert, un mémoire sur l'expériences des femmes durant le génocide et la guerre du Darfour. Elle a travaillé comme médecin dans les zones rurales du Soudan, avant d'être victimes de violences aux mains de la National Intelligence and Security Service après avoir prévenus les fonctionnaires des Nations unies d'une attaque des Janjaouid à proximité d'une école. Depuis, elle a déménagé au Royaume-Uni, où elle a demandé l'asile.

## Jeunesse
Halima Bachir, un pseudonyme adopté tardivement afin de la protéger, a grandi dans les régions rurales du Darfour dans l'Ouest du Soudan. Elle était l'aînée de quatre enfants, et bonne élève. Elle est excisée à l'âge de huit ans. Un grand repas avait été préparé au cours duquel on lui avait donné de l'argent, puis elle s'était enfoncée dans la cabane de sa grand-mère ou on lui avait coupés les organes génitaux externes avec un rasoir, sans anesthésie.
Son père était favorable à ses études de médecine; elle  compléta sa formation juste avant le début du génocide de la Guerre du Darfour. Alors qu'elle travaillait dans une clinique, elle donna une interview dans laquelle elle exprimait son désaccord avec la position officielle du gouvernement Soudanais. En réponse, elle fut arrêtée et menacée par les autorités, avant d'être affectée à une clinique rurale et prévenue de ne plus parler aux journalistes occidentaux.
Dans cette nouvelle clinique, elle traite les victimes de la milice Janjawid, y compris de jeunes écolières violées en masse. Plus tard, elle expliqua, "Rien, au cours de mes années d'études, ne m'avait préparée à traiter des victimes de viols de masse âgées de 8 ans, dans une clinique rurale sans aucune structure". Lorsque deux fonctionnaires des Nations unies vinrent recueillir des informations sur l'attaque, Bashir dit la vérité. En réponse, elle fut emmenée par la National Intelligence and Security Service, violée, coupée avec un couteau et brûlée avec des cigarettes, à plusieurs reprises, au cours de plusieurs jours. Elle fut libérée et retourna dans son village, où son père lui avait arrangé un mariage avec un cousin, Sharif, qu'elle n'avait rencontré qu'une fois auparavant, choisi parce qu'il était considéré comme progressiste. Le village a fut attaqué peu de temps après, provoquant la mort de son père et la disparition de ses frères et sœurs.

## Voyage à l'étranger et écriture
Bashir quitta le Soudan et se rendit au Royaume-Uni afin de demander l'asile. Elle paya le passeur avec des bijoux. Arrivée au Royaume-Uni, elle protesta contre le manque d'action du pays envers le Soudan, adressant personnellement une lettre à Lord David Triesman, sous-secrétaire d'État parlementaire responsable des relations avec l'Afrique. Elle écrivit une autobiographie, les Larmes du Désert, en collaboration avec Damian Lewis. Bashir indiqua que son mari était en faveur de son travail, mais qu'il ne connaissait pas toute l'histoire : "Il ne savait pas tout jusqu'à ce que j'ai fait le livre. Il y avait beaucoup de choses nouvelles pour lui. Maintenant, il connaît plus de détails."
Dans son livre, les noms des personnes et des lieux ont été modifiés. Toutefois, la vérification indépendante effectuée par le New York Times, a démontré que les faits décrits dans son livre apparaissent sans aucune exagération. Le journal a également fait campagne afin que Béchir obtienne un visa d'entrée aux États-Unis. Elle explique qu'elle souhaite retourner au Soudan dans l'avenir, et qu'elle sent que les gens de son village sont dans le besoin : 

« Je rêve d'y retourner, d'y être médecin, d’honorer le rêve de mon père, mais je ne peux pas tant que le monde ne nous aide pas à obtenir la paix au Darfour. »

En 2010, elle a reçu le prix Anna-Politkovskaïa pour avoir dénoncé les violentes attaques des Janjaouids contre des écoles de filles au Darfour.